# Diecéze Aræ v Numidii
Diecéze Aræ v Numidii je titulární diecéze římskokatolické církve.

## Historie
Aræ v Numidii, v dnešním Alžírsku, bylo starověké biskupské sídlo nacházející se v římské provincii Numidie. 
Kromě biskupa Augenda, který byl přítomen na koncilu roku 393, nejsou známi žádní další biskupové této diecéze. Nicméně roku 411 biskupové donatisté se na konferenci v Kartágu podepsali jako biskupové z Arensis, byli to Secondus a Donatus. Není však možné určit, z jaké Aræi byli; jestli z Aræ v Numidii nebo Aræ v Mauretánii.
Dnes je Aræ v Numidii využívána jako titulární biskupské sídlo; současným titulárním biskupem je Paul Dahdah, apoštolský vikář v Bejrútu.

## Seznam biskupů
- Augendus (zmíněn roku 393)

## Seznam titulárních biskupů
- 1964–1968 José Gabriel Diaz Cueva
- 1969–1970 Endre Hamvas
- 1971–1976 José Gea Escolano
- 1984–1987 Martino Giusti
- 1988–1989 John Gabriel
- 1990–1998 Thomas Dabre
- od 1999 Paul Dahdah, O.C.D.